# 川口ジャンクション

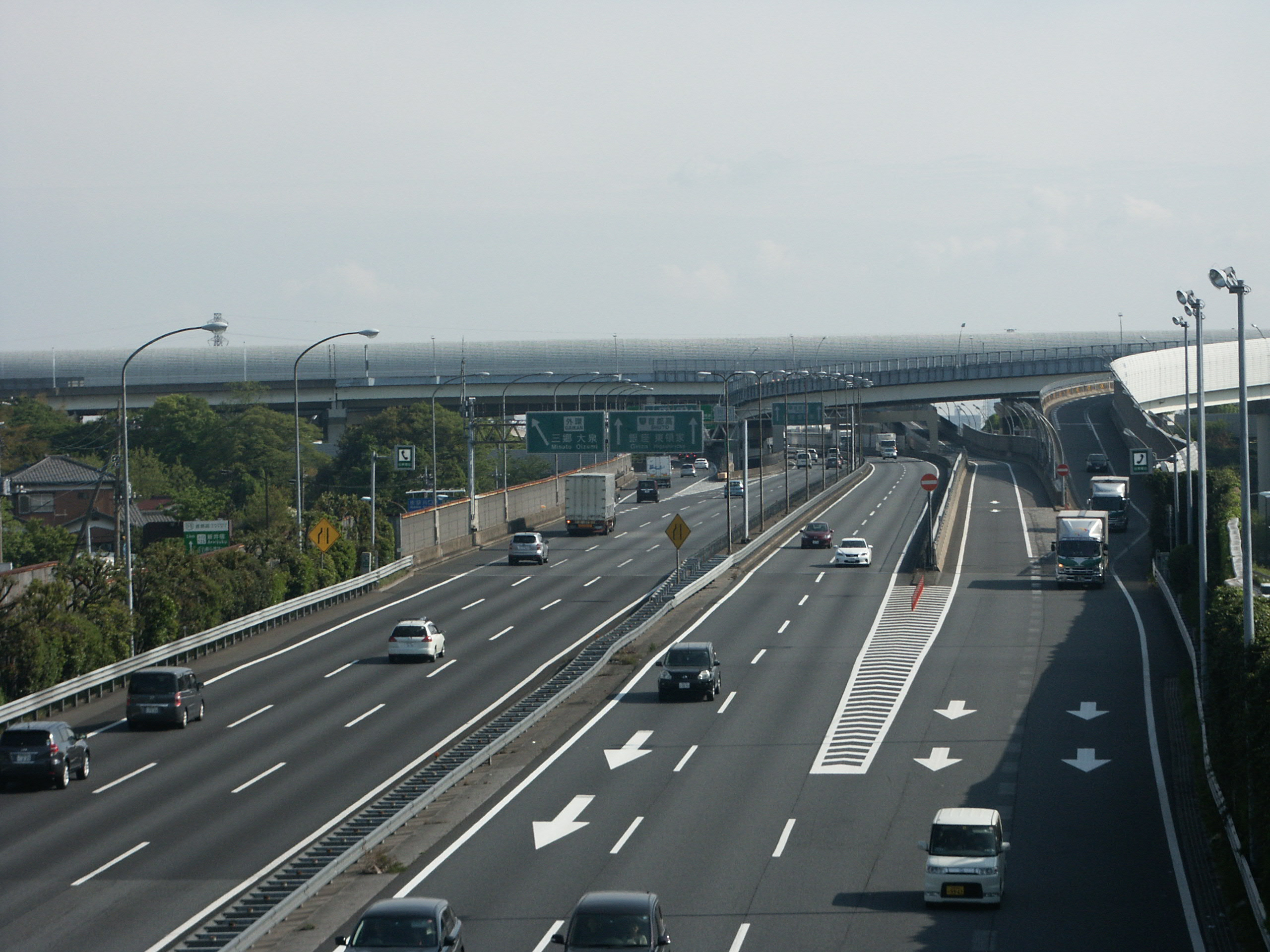
東北自動車道浦和方面より

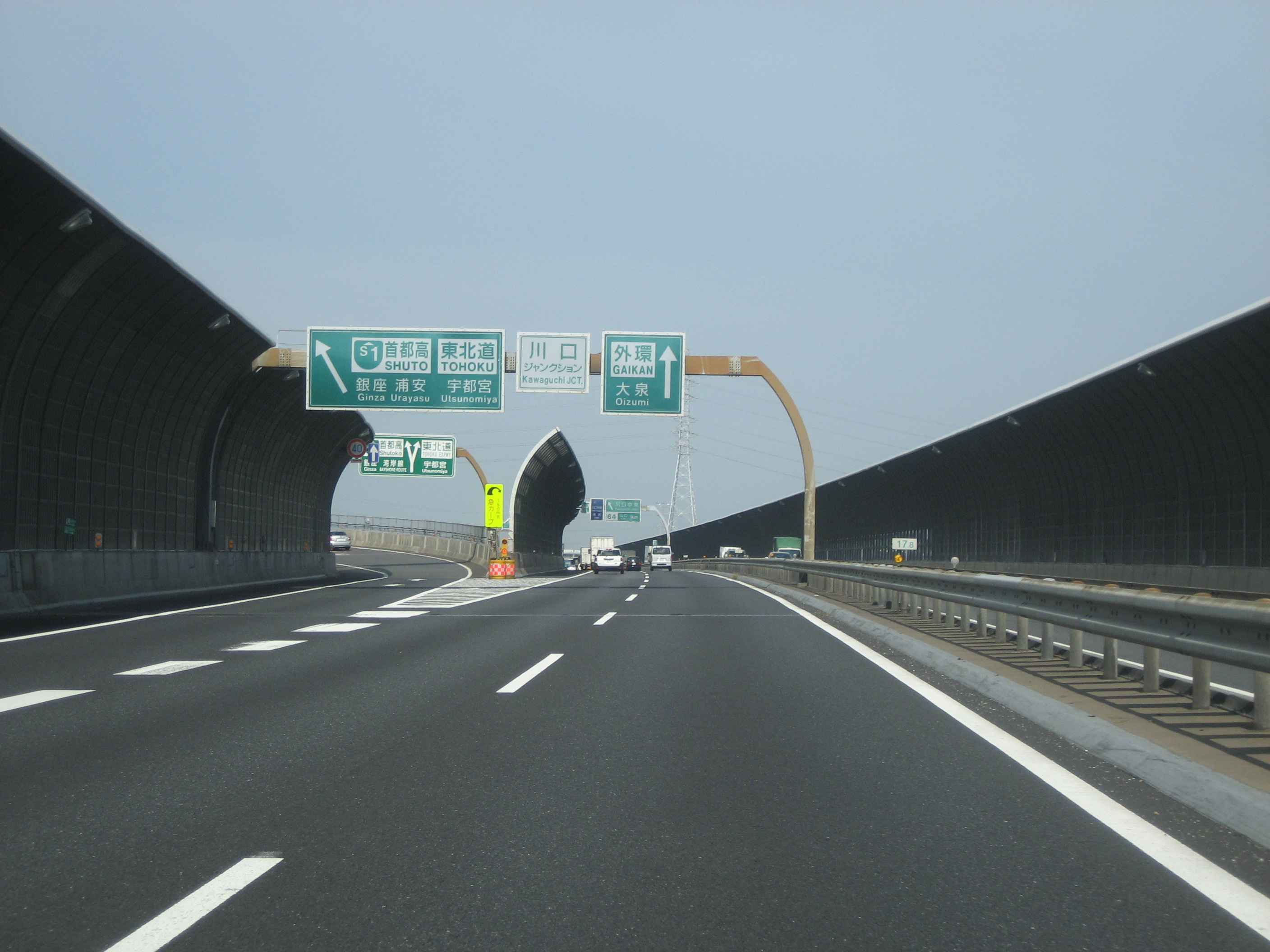
外環道三郷方面より

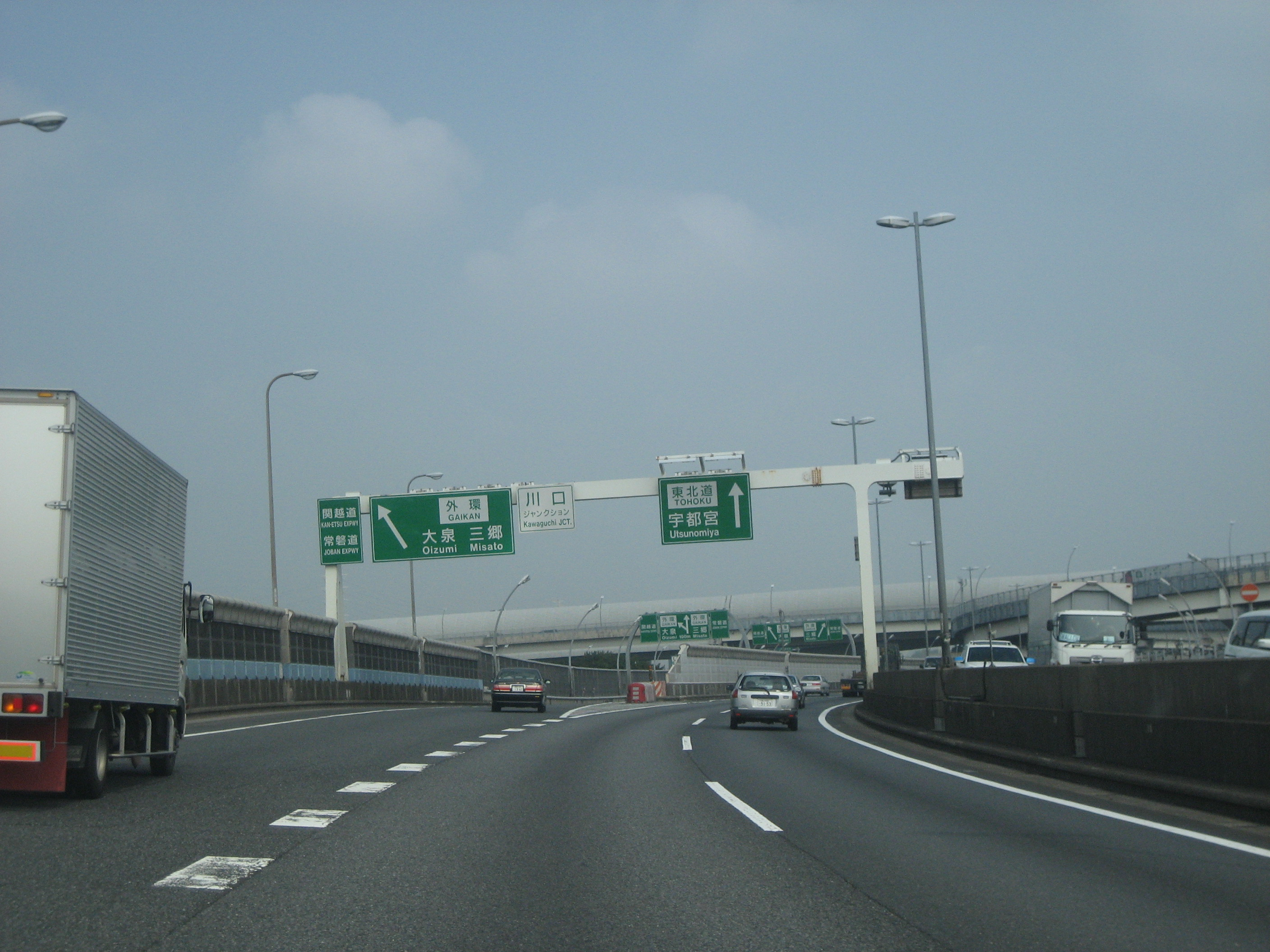
首都高速川口線からの分岐付近

川口ジャンクション（かわぐちジャンクション）は、埼玉県川口市大字西新井宿にある、東北自動車道と東京外環自動車道、首都高速道路川口線を接続するジャンクション。
東北自動車道の起点であり、本線上に首都高速川口線との境界がある。
常磐自動車道と首都高速6号三郷線の三郷JCTとは異なり、出入口が併設されておらず、「東北道上り方面・首都高速川口線下り線から当ジャンクションに進入した」場合と、「外環道から当ジャンクションに進入し、そのまま直進せずに東北道や首都高速川口線へ転進した」場合、別料金が必要である。

## 接続している路線
- E4 東北自動車道（1番）
- C3 東京外環自動車道（70番）
- 首都高速道路川口線 (S1)

## 歴史
- 1987年（昭和62年）9月9日 : 江北JCT - 浦和IC間開通に伴い、首都高速川口線と東北自動車道の本線のみ供用。
- 1992年（平成4年）11月27日 : 東京外環自動車道の和光IC - 三郷JCT間開通に伴い、東京外環自動車道と接続し、全面供用。

## 外環道料金所
- レーン数：6

### 三郷方面入口
- レーン数：3
  - ETC専用：1
  - ETC・一般：1
  - 一般：1

### 大泉方面入口
- レーン数：3
  - ETC専用：1
  - ETC・一般：1
  - 一般：1

## 隣
E4 東北自動車道
(1) 川口JCT - (2) 浦和IC - 浦和TB
C3 東京外環自動車道
(64) 川口中央IC - (70) 川口JCT - （ (71) 川口東IC） - (72) 草加IC
 首都高速川口線
(S08) 新郷出入口 - （ (S09) 安行出入口） - 川口PA - 川口TB - （ (S11) 新井宿出入口） - 川口JCT